# The Lass o' Killikrankie
The Lass o' Killikrankie (o The Lass of Killikrankie) è un cortometraggio muto del 1914. Il nome del regista non viene riportato nei credit del film che, prodotto dalla Victor, aveva come interpreti Elsie Albert, P.W. Nares, Isabel Vernon, Charles Manley, Rexford Kendrick, Charles Hutchison, Calvin Reisland.

## Trama
Quando Laurie Killikrankie raggiunse l'età di sposarsi, i genitori cominciarono a pensare all'eventuale marito. Dame Killikrankie scelse il possidente Macnutt, il padre il possidente Macnabb. Laurie, dal canto suo, stava invece pensando a Tommy, un giovanotto povero ma vigoroso. Andando in giro con il suo cane, Laurie riesce ad avere degli incontri con lui. Così, quando i due pretendenti si presentano a casa sua, Laurie si chiude in camera, lanciando un vaso di fiori in testa a MacNabb. Poi, per mettere zizzania tra i due rivali, accusa l'altro di essere il responsabile del fattaccio. Il risultato è quello di provocare una colluttazione tra Macnutt e Macnabb: papà e mamma Killikrankie accorrono per difendere ognuno il proprio protetto, curando le loro ferite.

Nel frattempo, Tommy ha ingaggiato un combattimento salvando un soldato da un'aggressione. Questi, per ringraziarlo, lo fa entrare come membro della sua banda. Tommy torna da Laurie proprio mentre sua madre sta organizzando il matrimonio con Macnutt. Nella sua nuova condizione di militare, Tommy butta fuori di casa i suoi due rivali e ordina al sacerdote, portato dal nonno, di celebrare la cerimonia di nozze tra lui e Laurie. I genitori danno la loro benedizione e il clan festeggia gioiosamente.

## Produzione
Il film fu prodotto dalla Victor Film Company.

## Distribuzione
Distribuito dalla Universal Film Manufacturing Company, il film - un cortometraggio in due bobine - uscì nelle sale statunitensi il 26 ottobre 1914.